# Museu da Sumatra Setentrional
O Museu da Sumatra Setentrional é um museu estatal localizado em Medã, na Indonésia.
É o maior museu da Sumatra Setentrional e abriga uma grande variedade do patrimônio da Indonésia, bem como produções artísticas e artesanais de vários grupos étnicos da província.

## Visão geral
O museu foi inaugurado em 19 de abril de 1982, em um prédio construído em 1954, pelo Ministro da Educação e Cultura Daoed Joesoef. É hoje um dos principais museus da Indonésia
O museu ocupa uma área de 10.486 m², com um edifício de dois andares que abriga espaços expositivos para mostras de longa duração e temporárias, uma sala de múltiplos usos, setor administrativo e outros espaços para o funcionamento do museu.

## Acervo e narrativa
Em 2005, o museu contava com 6.799 objetos em seu acervo, entre réplicas de animais autóctones da Sumatra, replicas de fósseis humanos, dioramas sobre a ocupação humana inicial, bem como uma variedade de ferramentas e artefatos pré-históricos.
Outros objetos, como estatuetas hindus, Budas, antigas lápides, cópias do Alcorão, ferramentas da colônia holandesa também estão presentes no acervo, assim como artefatos alusivos ao armamento e medicina tradicionais e modernos da Sumatra e à resistência contra a colonização.
Enquanto museu histórico, conta com reproduções em miniatura do cotidiano da cidade de Medã em tempos antigos e também uma galeria de fotografias e pinturas de heróis e ex-governadores da Sumatra Setentrional, assim como material de propaganda de guerra.